# Stridsvagn 74
Stridsvagn 74 neboli Strv 74 byl švédský střední  tank sloužící v letech 1948-58. Je to modifikace staršího modelu Stridsvagn m/42, který dosloužil v 50. letech. Na přelomu 40. a 50. let sloužil jako hlavní bojový tank Švédské armády.

## Galerie

strv-74
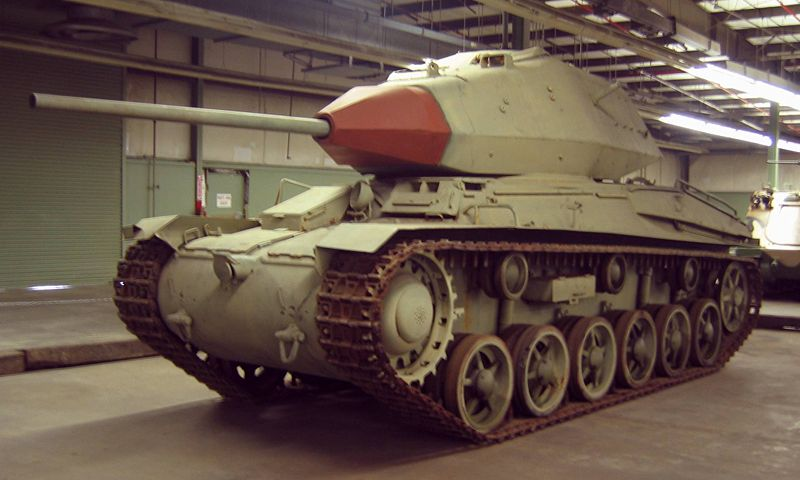
V muzeu v Danville, Virginia
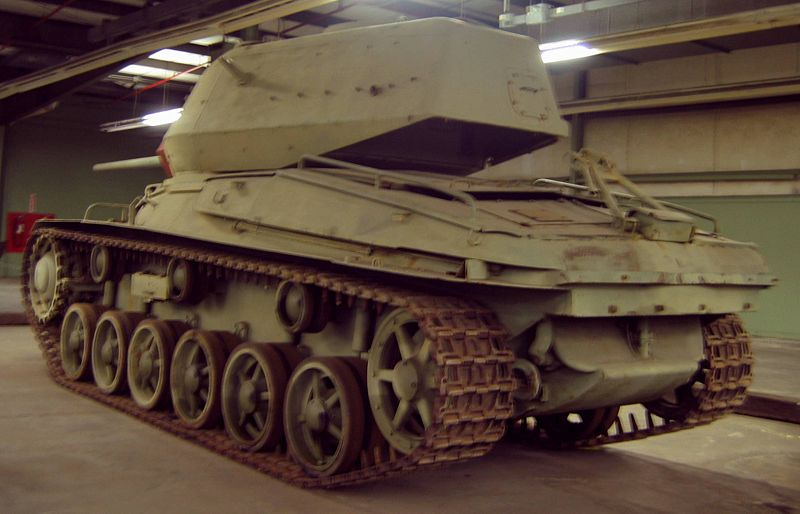
Zezadu